# عبد الله بن أحمد يوسف زينل

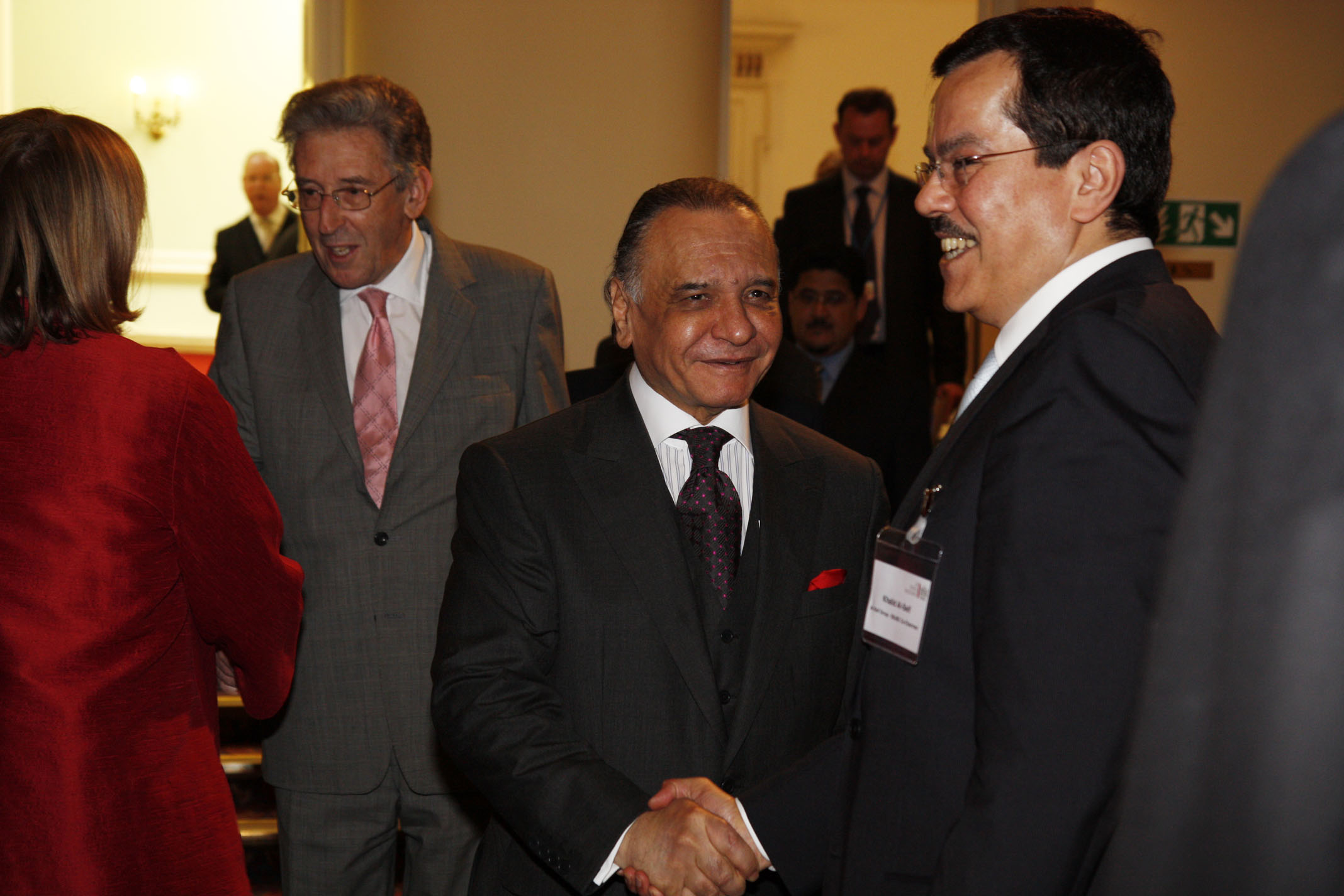
زينل في زيارة رسمية إلى بريطانيا عندما كان وزيرا

عبد الله بن أحمد يوسف زينل علي رضا هو رجل أعمال بارز في مجال الصناعة، ولد بمكة المكرمة، وكان يشغل وزير التجارة والصناعة السعودي.، بعد أن عين خلفا للوزير السابق الدكتور هاشم بن عبد الله يماني في 27 /8 /1412هـ واستمر في منصبة حتى تاريخ 1433/1/18 هـ.

## مؤهلاته العلمية
- بكالوريس: علوم سياسية من كلية هوتير بالولايات المتحدة الأمريكية

## مناصبه
- ممثل رجال الصناعة
- رئيس مجلس إدارة شركة زينل للصناعة
- عضو مجلس منطقة مكة المكرمة
- رئيس الغرفة التجارية الصناعية بجدة
- عضو مجلس إدارة الهيئة السعودية المواصفات والمقاييس
- عضو مجلس إدارة صندوق الموارد البشرية
- عضو المجلس الاقتصادي الأعلى
- عضو اللجنة الدائمة للمجلس الاقتصادي الأعلى
- وزير دولة -عضو مجلس الوزراء
- وزير التجارة والصناعة سابق (1431)هـ (2010) م